# Madiou Konaté
Madiou Konaté surnommé Diego est un joueur de football sénégalais né à Dakar le 12 janvier 1982. Son poste de prédilection est attaquant.